# 게이타쿠엔

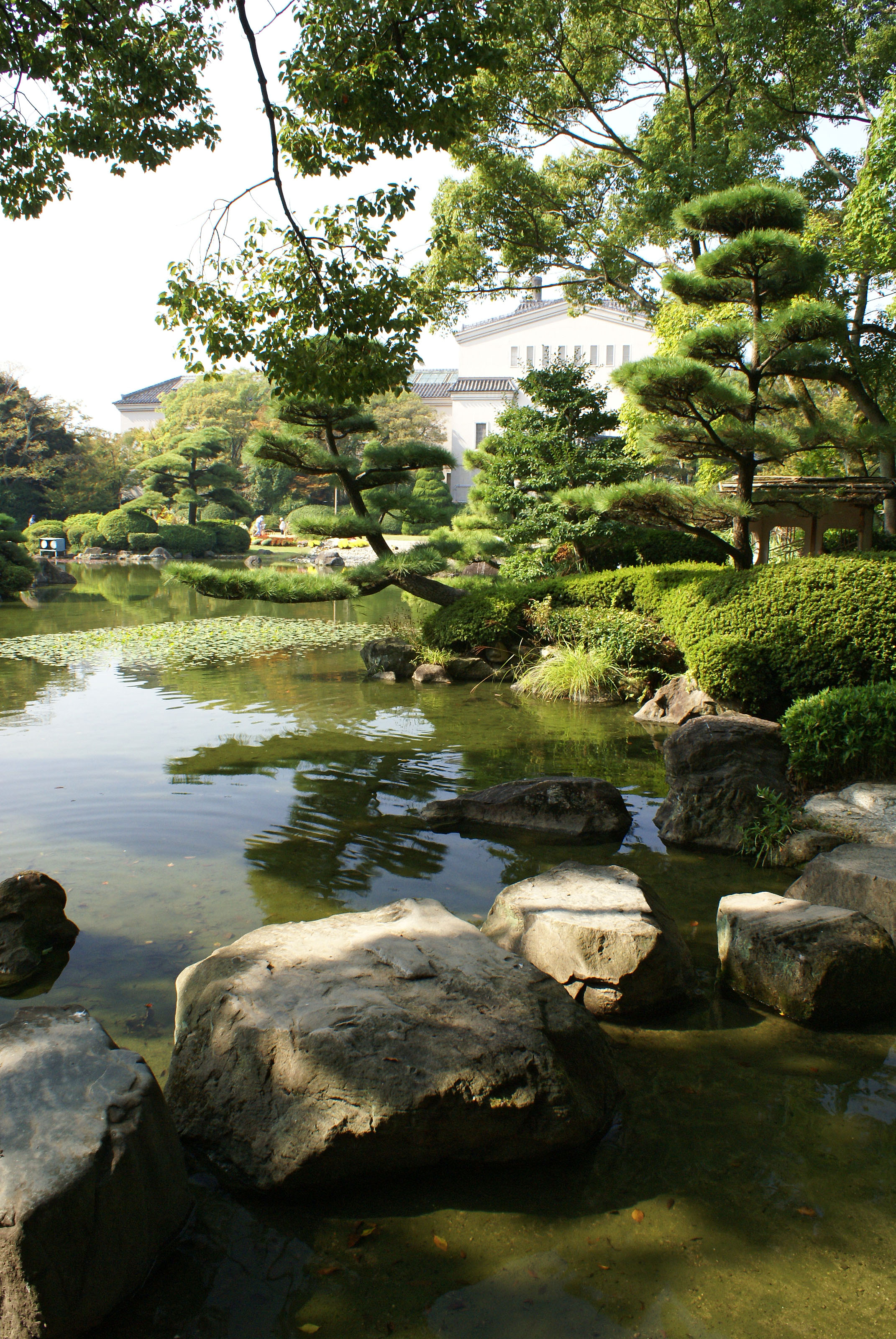
게이타쿠엔

게이타쿠엔(일본어: 慶沢園 게이타쿠엔[*])는 일본 오사카부 오사카시 덴노지구에 위치한 일본 정원이다. 오사카 시립 미술관과 함께 덴노지 공원에서 일반인에게 공개되고 있다.